# Janoris Jenkins
Janoris Jenkins (Pahokee, 29 ottobre 1988) è un giocatore di football americano statunitense che milita nel ruolo di cornerback per i Tennessee Titans della National Football League (NFL). Fu scelto nel corso del secondo giro (39º assoluto) del Draft NFL 2012 dai St. Louis Rams. Al college ha giocato a football a North Alabama.

## Carriera professionistica

### St. Louis Rams
Il 27 aprile 2012, Jenkins fu scelto nel corso del secondo giro del Draft 2012 dai St. Louis Rams. Il 24 luglio, il giocatore acconsentì ai termini contrattuali propostigli dalla franchigia.
Nella partita di debutto da professionista, il 9 settembre in casa dei Detroit Lions, Jenkins mise a segno 6 tackle e un intercetto ai danni del quarterback Matthew Stafford.
Nella partita della settimana 12 contro gli Arizona Cardinals, Jenkins divenne il primo giocatore nella storia dei Rams e il primo rookie dal 1960 a ritornare due intercetti in touchdown nella stessa gara. Per questa prestazione fu premiato come miglior difensore della NFC della settimana. La sua notevole stagione da rookie si concluse con 73 tackle, 4 intercetti e 14 passaggi deviati. Jenkins pareggiò il record NFL per un rookie con tre intercetti ritornati in touchdown, cifra con cui guidò anche la lega alla pari con Charles Tillman dei Chicago Bears. I suoi 4 touchdown difensivi (3 da intercetti, uno da un fumble recuperato) furono il massimo nella NFL quella stagione.
Nel 2013, Jenkins disputò tutte le 16 partite della stagione regolare come titolare facendo registrare 61 tackle e un intercetto nella gara del 16 ottobre vinta contro gli Houston Texans, partita in cui mise a segno anche il primo sack in carriera.
Nella settimana 12 del 2014, Jenkins a inizio gara intercettò Philip Rivers dei Chargers, ritornando il pallone per 99 yard in touchdown.

### New York Giants
Il 9 marzo 2016, Jenkins firmò con i New York Giants un contratto quinquennale del valore di 62,5 milioni di dollari, inclusi 29 milioni garantiti. A fine stagione fu convocato per il primo Pro Bowl in carriera e inserito nel Second-team All-Pro dopo avere messo a segno 49 tackle, 3 intercetti e un sack.
Nella stagione 2017 i Giants persero tutte le prime cinque gare fino alla vittoria contro i Denver Broncos in cui Jenkins ritornò un intercetto su Trevor Siemian per 43 yard in touchdown. Nella stessa gara forzò anche un fumble.
Nel quarto turno della stagione 2019 Jenkins fu premiato per la seconda volta in carriera come difensore della NFC della settimana dopo avere fatto registrare 2 intercetti e 3 passaggi deviati nella vittoria sui Washington Redskins. Il 13 dicembre, Jenkins fu svincolato dai Giants dopo avere offeso un tifoso su Twitter. Concluse la stagione 2019 con i Giants con 54 tackle, 14 passaggi deviati e 4 intercetti.

### New Orleans Saints
Il 16 dicembre 2019 Jenkins firmò con i New Orleans Saints. Nella prima partita della stagione 2020 ritornò un intercetto su Tom Brady dei Tampa Bay Buccaneers in touchdown.

### Tennessee Titans
Nel marzo del 2021 Jenkins firmò come free agent con i Tennessee Titans.

## Palmarès
- Convocazioni al Pro Bowl: 1

2016
- Second-team All-Pro: 1

2016
- Difensore della NFC della settimana: 2

12ª del 2012, 4ª del 2019
- PFWA All-Rookie Team - 2012